# Saenai Heroine no sodatekata
Saenai Heroine no sodatekata (jap. 冴えない彼女の育てかた Saenai hiroin no sodatekata), skrótowo Saekano (jap. 冴えカノ) – seria light novel napisana przez Fumiakiego Maruto i zilustrowana przez Kurehito Misakiego, publikowana nakładem wydawnictwa Fujimi Shobō od lipca 2012 do października 2017 pod imprintem Fujimi Fantasia Bunko.
Na jej podstawie powstały cztery serie mangi oraz serial anime wyprodukowany przez studio A-1 Pictures. Pierwszy sezon emitowano od stycznia do marca 2015, natomiast drugi, zatytułowany Saenai Heroine no sodatekata Flat, był emitowany od kwietnia do czerwca 2017. W październiku 2019 premierę miał pełnometrażowy film anime, zatytułowany Saenai Heroine no sodatekata. Fine, za produkcję którego odpowiadało CloverWorks.

## Fabuła
Tomoya Aki, licealista, który pracuje na pół etatu, aby mieć wystarczająco pieniędzy na swój styl życia otaku (light novel, mangi, anime, symulatory randkowe i gadżety), pewnego dnia podczas wiosennych wakacji spotyka piękną dziewczynę. Miesiąc później dowiaduje się, że owa dziewczyna to jego koleżanka z klasy, Megumi Kato, która jest ledwo zauważana przez kogokolwiek, w tym Tomoyę. Mając nadzieję na stworzenie powieści wizualnej, chłopak zwraca się do szkolnych piękności, Eriri Spencer Sawamury, aby zaprojektowała ilustracje, oraz do Utahy Kasumigaoki, aby napisała scenariusz do gry. Następnie Tomoya rekrutuje Megumi do roli „bohaterki” (obiektu uczuć głównego bohatera) swojej gry, tworząc w ten sposób zespół deweloperski „Blessing Software”, w którym trzej najbardziej znani uczniowie w szkole (Tomoya, Eriri i Utaha) pracują nad projektem wspólnie z jedną z najmniej zauważalnych osób (Megumi). Historia śledzi ich przygody związane z tworzeniem gry i planami sprzedania jej na konwencie Comiket, a także emocjonalne zawirowania wśród członków zespołu.

## Bohaterowie
- Tomoya Aki (jap. 安芸 倫也 Aki Tomoya)

Seiyū: Yoshitsugu Matsuoka 
- Megumi Kato (jap. 加藤 恵 Katō Megumi)

Seiyū: Kiyono Yasuno 
- Eriri Spencer Sawamura (jap. 澤村・スペンサー・英梨々 Sawamura Supensā Eriri)

Seiyū: Saori Ōnishi 
- Utaha Kasumigaoka (jap. 霞ヶ丘 詩羽 Kasumigaoka Utaha)

Seiyū: Ai Kayano 
- Izumi Hashima (jap. 波島 出海 Hashima Izumi)

Seiyū: Chinatsu Akasaki 
- Michiru Hyoudou (jap. 氷堂 美智留 Hyōdō Michiru)

Seiyū: Sayuri Yahagi 
- Iori Hashima (jap. 波島 伊織 Hashima Iori)

Seiyū: Tetsuya Kakihara 
- Akane Kosaka (jap. 紅坂 朱音 Kōsaka Akane)

Seiyū: Hitomi Nabatame 

## Light novel
Pierwszy tom ukazał się 20 lipca 2012 nakładem wydawnictwa Fujimi Shobō pod imprintem Fujimi Fantasia Bunko. W tomie dwunastym Fumiaki Maruto ogłosił, że seria zakończy się na tomie trzynastym, który został opublikowany 20 października 2017. Dodatkowo ukazały się dwa zbiory opowiadań, które zostały wydane odpowiednio 20 sierpnia 2014 i 20 listopada 2018.
| Nr  | Data wydania (język japoński) | ISBN (język japoński)  |
| --- | ----------------------------- | ---------------------- |
| 1   | 20 lipca 2012                 | ISBN 978-4-04-071078-5 |
| 2   | 20 listopada 2012             | ISBN 978-4-04-071081-5 |
| 3   | 19 marca 2013                 | ISBN 978-4-8291-3875-5 |
| 4   | 20 lipca 2013                 | ISBN 978-4-8291-3917-2 |
| 5   | 20 listopada 2013             | ISBN 978-4-04-712956-6 |
| 6   | 19 kwietnia 2014              | ISBN 978-4-04-070096-0 |
| FD  | 20 sierpnia 2014              | ISBN 978-4-04-070282-7 |
| 7   | 20 grudnia 2014               | ISBN 978-4-04-070425-8 |
| 8   | 20 czerwca 2015               | ISBN 978-4-04-070426-5 |
| 9   | 20 listopada 2015             | ISBN 978-4-04-070743-3 |
| 10  | 20 lipca 2016                 | ISBN 978-4-04-070742-6 |
| 11  | 19 listopada 2016             | ISBN 978-4-04-072076-0 |
| 12  | 18 marca 2017                 | ISBN 978-4-04-072077-7 |
| 13  | 20 października 2017          | ISBN 978-4-04-072339-6 |
| FD2 | 20 listopada 2018             | ISBN 978-4-04-072944-2 |

Trzytomowy spin-off, zatytułowany Saenai Heroine no sodatekata: Girls Side, był wydawany od 20 lutego 2015 do 20 czerwca 2017.
| Nr | Data wydania (język japoński) | ISBN (język japoński)  |
| -- | ----------------------------- | ---------------------- |
| 1  | 20 lutego 2015                | ISBN 978-4-04-070520-0 |
| 2  | 19 marca 2019                 | ISBN 978-4-04-070840-9 |
| 3  | 20 czerwca 2017               | ISBN 978-4-04-072338-9 |

Drugi spin-off, zatytułowany Saenai Heroine no sodatekata: Memorial, został opublikowany w dwóch tomach, które zostały wydane 20 marca 2018 i 20 listopada 2019.
| Nr | Data wydania (język japoński) | ISBN (język japoński)  |
| -- | ----------------------------- | ---------------------- |
| 1  | 20 marca 2018                 | ISBN 978-4-04-072460-7 |
| 2  | 20 listopada 2019             | ISBN 978-4-04-073402-6 |

## Manga
Na podstawie light novel powstała manga zilustrowana przez Takeshiego Morikiego, która ukazywała się w magazynie „Gekkan Dragon Age” od 9 stycznia 2013 do 9 sierpnia 2016. Wydawnictwo Fujimi Shobō zebrało jej rozdziały w 8 tankōbonach, wydawanych od 9 sierpnia 2013 do 19 listopada 2016.
| Nr | Data wydania (język japoński) | ISBN (język japoński)  |
| -- | ----------------------------- | ---------------------- |
| 1  | 9 sierpnia 2013               | ISBN 978-4-04-712893-4 |
| 2  | 9 kwietnia 2014               | ISBN 978-4-04-070081-6 |
| 3  | 9 września 2014               | ISBN 978-4-04-070340-4 |
| 4  | 9 stycznia 2015               | ISBN 978-4-04-070341-1 |
| 5  | 9 czerwca 2015                | ISBN 978-4-04-070598-9 |
| 6  | 5 grudnia 2015                | ISBN 978-4-04-070599-6 |
| 7  | 9 czerwca 2016                | ISBN 978-4-04-070914-7 |
| 8  | 19 listopada 2016             | ISBN 978-4-04-072080-7 |

Spin-off, zatytułowany Saenai Heroine no sodatekata: Egoistic-Lily, został zilustrowany przez Niito. Był wydawany w magazynie „Young Ace” od 4 lutego 2013 do 2 maja 2014. Wydawnictwo Kadokawa Shoten zebrało jego rozdziały w trzech tankōbonach, ukazywanych od 2 lipca 2013 do 4 czerwca 2014.
| Nr | Data wydania (język japoński) | ISBN (język japoński)  |
| -- | ----------------------------- | ---------------------- |
| 1  | 2 lipca 2013                  | ISBN 978-4-04-120784-0 |
| 2  | 4 grudnia 2013                | ISBN 978-4-04-120999-8 |
| 3  | 4 czerwca 2014                | ISBN 978-4-04-121089-5 |

Kolejny spin-off, zatytułowany Saenai Heroine no sodatekata: Koisuru Metronome, ukazywał się od 24 sierpnia 2013 do 25 kwietnia 2018 w magazynie „Big Gangan” wydawnictwa Square Enix. Manga ta została zilustrowana przez Sabu Mushę. Całość liczy łącznie 10 tankōbonów, które wydawane były od 19 kwietnia 2014 do 25 czerwca 2018.
| Nr | Data wydania (język japoński) | ISBN (język japoński)  |
| -- | ----------------------------- | ---------------------- |
| 1  | 19 kwietnia 2014              | ISBN 978-4-75-754296-9 |
| 2  | 20 sierpnia 2014              | ISBN 978-4-75-754402-4 |
| 3  | 20 grudnia 2014               | ISBN 978-4-75-754520-5 |
| 4  | 20 czerwca 2015               | ISBN 978-4-75-754664-6 |
| 5  | 25 grudnia 2015               | ISBN 978-4-75-754847-3 |
| 6  | 19 lipca 2016                 | ISBN 978-4-75-755063-6 |
| 7  | 18 marca 2017                 | ISBN 978-4-75-755296-8 |
| 8  | 20 czerwca 2017               | ISBN 978-4-75-755398-9 |
| 9  | 25 grudnia 2017               | ISBN 978-4-75-755563-1 |
| 10 | 25 czerwca 2018               | ISBN 978-4-75-755729-1 |

Mangowa adaptacja Saenai Heroine no sodatekata: Girls Side ukazywała się w czasopiśmie „Gekkan Dragon Age” wydawnictwa Fujimi Shobō od 9 września 2016 do 9 czerwca 2017. Została zebrana w dwóch tankōbonach, wydanych 8 kwietnia i 7 lipca 2017.
| Nr | Data wydania (język japoński) | ISBN (język japoński)  |
| -- | ----------------------------- | ---------------------- |
| 1  | 8 kwietnia 2017               | ISBN 978-4-04-072210-8 |
| 2  | 7 lipca 2017                  | ISBN 978-4-04-072350-1 |

## Anime
W marcu 2014 ogłoszono, że telewizyjny serial anime będący adaptacją serii light novel będzie miał swoją premierę w styczniu 2015 na antenie Fuji TV w bloku Noitamina. Anime zostało wyprodukowane przez studio A-1 Pictures i wyreżyserowane przez Kantę Kameia. Scenariusz napisał twórca serii, Fumiaki Maruto, postacie zaprojektował Tomoaki Takase, a muzykę skomponował Hajime Hyakkoku. Emisja serialu rozpoczęła się 9 stycznia i zakończyła 27 marca 2015, licząc łącznie 13 odcinków.
Drugi sezon serialu anime, zatytułowany Saenai Heroine no sodatekata Flat, został zapowiedziany 3 maja 2015. 11-odcinkowa seria była emitowana na antenie Fuji TV w bloku Noitamina od 13 kwietnia do 23 czerwca 2017. Dodatkowy odcinek 0, dostępny wyłącznie w Internecie, został udostępniony 5 kwietnia 2017.

### Ścieżka dźwiękowa
| Seria          | Odcinki  | Tytuł                                                     | Wykonawca        | Źródło   |
| Czołówka       | Czołówka | Czołówka                                                  | Czołówka         | Czołówka |
| -------------- | -------- | --------------------------------------------------------- | ---------------- | -------- |
| 1              | 1–13     | „Kimiiro Signal” (jap. 君色シグナル Kimiiro shigunaru)    | Luna Haruna      | [ 63 ]   |
| 2              | 1–11     | „Stella Breeze” (jap. ステラブリーズ Sutera burīzu)       | Luna Haruna      | [ 63 ]   |
| Napisy końcowe |          |                                                           |                  |          |
| 1              | 1–13     | „Colorful.” (jap. カラフル。 Karafuru.)                   | Miku Sawai       | [ 64 ]   |
| 2              | 1–10     | „Sakurairo Diary” (jap. 桜色ダイアリー Sakurairo daiarī)  | Moso Calibration | [ 65 ]   |
| 2              | 11       | „Seishun Prologue” (jap. 青春プロローグ Seishun Purorōgu) | Moso Calibration | [ 66 ]   |

## Film kinowy
Film anime został zapowiedziany 3 grudnia 2017 podczas wydarzenia „Saekano: How to Raise a Boring Girlfriend Fes. flat -glistening moment-”. Film, zatytułowany Saenai Heroine no sodatekata. Fine, został wyprodukowany przez studio CloverWorks i wyreżyserowany przez Akihisę Shibatę, wraz z Kantą Kameiem pełniącym funkcję głównego reżysera. Reszta głównej ekipy produkcyjnej, która odpowiadała wcześniej za serial anime, powróciła do prac przy filmie. Premiera w japońskich kinach odbyła się 26 października 2019. Piosenkę przewodnią, zatytułowaną „glory days”, skomponowała Miku Sawai, natomiast zaśpiewała ją Luna Haruna.